# Pocta době
Pocta době je druhé studiové album české punk-rockové kapely Totální nasazení, které bylo vydané v roce 1997 pod značkou ANK. Nahráno bylo ve studiu Hostivař. Na albu se nachází 13 písní.

## Seznam skladeb
| Pořadí | Název                  | Hudba          | Text               | Délka |
| ------ | ---------------------- | -------------- | ------------------ | ----- |
| 1.     | Pocta třetí době       | Svatopluk Šváb | Pavel Pospíšil     | 2:29  |
| 2.     | Hrnec                  | Pavel Pešata   | Pavel Pešata       | 2:06  |
| 3.     | Hora                   | Pavel Pešata   | Ivan Martin Jirous | 2:38  |
| 4.     | Podzimní lidé          | Svatopluk Šváb | Pavel Pospíšil     | 2:22  |
| 5.     | Lety                   | Pavel Pešata   | Pavel Pešata       | 3:14  |
| 6.     | Protidavová            | Martin Janda   | Martin Janda       | 2:44  |
| 7.     | Nevnímání              | Svatopluk Šváb | Pavel Pospíšil     | 3:18  |
| 8.     | Deratizační            | Svatopluk Šváb | Svatopluk Šváb     | 2:19  |
| 9.     | Balada o zapomínání    | Pavel Pešata   | Pavel Pešata       | 1:31  |
| 10.    | Oni se jdou prát       | Svatopluk Šváb | Pavel Pospíšil     | 2:31  |
| 11.    | Mír s mloky            | Svatopluk Šváb | Pavel Pospíšil     | 3:29  |
| 12.    | Větrné mlýny           | Pavel Pešata   | Pavel Pešata       | 5:06  |
| 13.    | BONUS (Černobílý svět) | Svatopluk Šváb | Svatopluk Šváb     | 2:50  |

## Sestava při nahrávání
- Svatopluk Šváb - baskytara, vokály
- Pavel Pešata - kytara, vokály
- Pavel Pospíšil - bicí, vokály
- Zdeněk Šikýř - zvukový inženýr, mixování[2]
- Pavel Marcel - zvukový inženýr
- Pavel Hejč - mastering